# Božidar Alić
Božidar Alić (Zagreb, 24. prosinca 1954. – Zagreb, 3. ožujka 2020.) bio je hrvatski kazališni, televizijski i filmski glumac.

## Životopis
Božidar Alić je rođen u Zagrebu 1954. godine. U rodnom gradu završio je Četvrtu gimnaziju i Akademiju dramske umjetnosti, a stručno se usavršavao u Piccolo teatru u Milanu. U početcima svoje karijere Alić je imao seriju cjelovečernjih koncerata s maestrom Brankom Bulićem. Također je snimio CD s talijanskim pjesmama. Sudjelovao je i na nosaču zvuka "Dueli" pjevača Arsena Dedića. Također, snimio je featuring-pojavljivanje na albumu "Black Coffeja", koji je dobio Porina. Snimio je oko tisuću radijskih drama, recitirao je na radiju brojne pjesnike.

## Osobni život
Od 2007. godine bio je u braku sa Sandom Alić. Zajedno su imali sina Ratimira Mariu koji je rođen 2010. godine.
Alić je u javnosti bio poznat po krajnje desnim stavovima. Na predsjedničkim izborima 2015. godine dao je potporu Kolindi Grabar-Kitarović te nakon njene pobjede na izborima izjavio: "Bogu hvala da je pobijedila gospođa Grabar-Kitarović protiv ove udbaške, srbofilske i četničke struje. Živjeli.” Hrvatsko društvo dramskih djelatnika zbog te je izjave najavilo postupak protiv Alića pred etičkim povjerenstvom, nakon čega je on istupio iz članstva.
Svoju podršku dao je i Bruni Esih na lokalnim izborima u Zagrebu 2017. godine.
Božidar Alić početkom 2016. godine objavio je snimku svoga maloljetnog sina kako izgovara pozdrav "Za dom spremni" te je istu objavu popratio komentarom "Hvaljen Isus i Marija". Događaj je izazvao negativne reakcije, a zbog pisanja medija Alić je podigao i tužbu za povredu osobnosti i duševne boli.
Preminuo je u Zagrebu, 3. ožujka 2020. godine u 66. godini nakon bolesti.

## Filmografija

### Televizijske uloge
- "Putovanje u Vučjak" kao Štefina (1986.)
- "Tales of Mystery and Imagination" kao Egaeus (1993.)
- "Milijun eura" kao Mecena (2005.)
- "Naša mala klinika" kao Stanislav Podpečanac (2005.)
- "Zabranjena ljubav" kao Jure Vuković (2005.)
- "Ljubav u zaleđu" kao inspektor (2006.)
- "Obični ljudi" kao producent (2006. – 2007.)
- "Cimmer fraj" kao general Hans Haltersniffer (2006. – 2007.)
- "Ponos Ratkajevih" kao Karlo pl. Ratkaj (2007. – 2008.)
- "Najbolje godine" kao Vuk Hajduk (2009.)
- "Instruktor" kao talijanski ispitivač (2010.)

### Filmske uloge
- "Akcija stadion" kao Ferko (1977.)
- "Istarska rapsodija" (1978.)
- "Živi bili pa vidjeli" kao Mate Alić (1979.)
- "O ovom pretužnom događaju" (1981.)
- "Obiteljski album" kao sin (1981.)
- "U logoru" kao Horvat (1983.)
- "Treći ključ" kao Zvonko Kršlak (1983.)
- "Pijanist" kao Maks (1983.)
- "Pod starim krovovima" (1984.)
- "Memed My Hawk" (1984.)
- "Nadia" kao George Condovici (1984.)
- "Zadatak" kao Karlo (1985.)
- "Eksperiment profesora Hinčića" kao Hinko Hinčić (1988.)
- "Smrt godišnjeg doba" kao Ivan (1988.)
- "Memories of Midnight" kao Stavros (1991.)
- "Pizza Colonia" kao Roncati (1991.)
- "Kamenita vrata" (1992.)
- "Papa Sixto V" (1992.)
- "Sestre" (1992.)
- "The Sands of Time" (1992.)
- "Olovna pričest" (1995.)
- "Agonija" kao barun Lenbach (1998.)
- "Četverored" kao Vasa (1999.)
- "Holding" (2001.)
- "Sjećanje na Georgiju" kao dr. Polimac (2002.)
- "Infekcija" kao general Genz (2003.)
- "Milost mora" (2003.)
- "Duga mračna noć" kao Jakob (2004.)
- "Jeruzalemski sindrom" (2004.)
- "Pušća Bistra" kao prodavač krumpira (2005.)
- "Kravata" kao Aleksandar Acan Hranilović (2006.)
- "Crveno i crno" kao kupac (2006.)
- "Inspektor Martin i banda puževa" kao inspektor Martin (2012.)
- "Wasn't Afraid to Die" kao Slavko Degoricija (2016.)
- "Someone Dies Tonight" kao Stipe (2018.)

### Sinkronizacija
- "Potraga za Nemom" kao Marlin (2003.)
- "Charlotteina mreža" kao najavljivač (2007.)
- "Inspektor Martin i banda puževa" kao Inspektor Martin (2012.)

## Vanjske poveznice
- Božidar Alić u internetskoj bazi filmova IMDb-u (engl.)